# Liwa (Nogat)
Die  Liwa (deutsch: Liebe) ist ein Fluss, der in der polnischen Woiwodschaft Ermland-Masuren entspringt und unterhalb von Kwidzyn (Marienwerder) in die Nogat mündet.

## Name
Der Fluss wurde im Jahr 1250 (Lyua) erstmals schriftlich erwähnt. Der Name steht wohl in Zusammenhang mit der indogermanischen Wortwurzel *leiH- mit der Bedeutung 'gießen'.

## Geografie
Der 111,4 km lange Fluss entspringt aus dem kleinen See Jezioro Januszewskie (Januschauer See) am Rand des Landschaftsparks Park Krajobrazowy Pojezerza Iławskiego (Gmina Iława) (Deutsch Eylau) in der Makroregion Pojezierze Iławskie (Eylauer Seenplatte), fließt von dort in vorwiegend westlicher Richtung in den Jezioro Dzierzgoń (Sorgensee) ab, erreicht kurz darauf die Kleinstadt Prabuty (Riesenburg), fließt weiter nach Westen, umfließt die Stadt Kwidzyn (Marienwerder) im Süden und folgt dann in nördlicher Richtung dem Tal der Weichsel nach Norden, bis er kurz nach dessen Abzweig von der Weichsel bei Biała Góra (Weißenberg) deren Mündungsarm Nogat erreicht.